# Buffalo Tom
Buffalo Tom es una banda estadounidense de rock formada en 1987 por Bill Janovitz en Boston, Masachusetts. que hasta la actualidad su alineación se ha mantenido sin ningún cambio.
Aunque Buffalo Tom nunca perteneció a alguna escena conocida del rock, se mantuvo siempre en su estatus de culto, y perteneciendo a la escena underground del rock alternativo de los años 1990.

## Integrantes

### Formación actual
- Bill Janovitz - vocal, guitarra (1987 - actualmente)
- Chris Colbourn - bajo (1987 - actualmente)
- Tom Maginnis - batería (1987 - actualmente)

## Discografía

### Álbumes de estudio
- 1988: "Buffalo Tom" (SST Records, Beggars Banquet Records)
- 1990: "Birdbrain" (Situation Two, Beggars Banquet Records)
- 1992: "Let Me Come Over" (RCA Records, Situation Two, Beggars Banquet Records)
- 1993: "Big Red Letter Day" (Beggars Banquet Records)
- 1995: "Sleepy Eyed" (Beggars Banquet Records)
- 1998: "Smitten" (Beggars Banquet Records, Polydor Records)
- 2007: "Three Easy Pieces" (New West Records)
- 2011: "Skins" (Scrawny Music)
- 2018: "Quiet And Peace" (Banquet Records)
- 2024: "Jump Rope" (Scrawny Music, Music on Vinyl)

### Recopilaciones
- 2000: "Asides from Buffalo Tom"
- 2002: "Besides: A Collection of B-Sides and Rarities"

### Sencillos
- "Sunflower Suit"
- "Enemy"
- "Crawl"
- "Birdbrain"
- "Fortune Teller"
- "Velvet Roof"
- "Taillights Fade"
- "Mineral"
- "Sodajerk" (estando en el rating No. 7 de los sencillos "Alternative Songs" de los Billboard)
- "Treehouse"
- "I'm Allowed"
- "Summer"
- "Tangerine"
- "Wiser"
- "Knot It In/Rachael"
- "Going Underground" (cover de The Jam) (estando en el rating No. 6 en el Reino Unido)
- "Bad Phone Call"
- "Guilty Girls"